# لونا ۲۴
]]]]
لونا ۲۴ (به انگلیسی: Luna 24) یا لونیک ۲۴ (به انگلیسی: Lunik 24) یک فضاپیمای بدون سرنشین و واپسین فضاپیمای برنامه لونا ساخت اتحاد جماهیر شوروی سوسیالیستی بود. این فضاپیما از کره زمین به سوی فضا پرتاب شد و سرانجام بر روی کره ماه فرود آمد. این فضاپیما سومین و واپسین فضاپیمای شوروی بود که توانست خاک ماه را نمونه برداری کند و به زمین بیاورد (دو فضاپیمای دیگر لونا ۱۶ و لونا ۲۰ بودند)

## ادامه مأموریت
آخرین مأموریت شوروی/روسیه به سمت کره ماه موشک لونا ۲۴ بود که در سال ۱۹۷۶ به فضا پرتاب شد. اکنون روسیه قصد دارد برنامه اعزام سفیه به ماه را بار دیگر به صورت جدی آغاز کند. روسیه در ادامه این برنامه و پس از انجام مأموریت کاوشگر لونا ۲۵ مدارگرد لونا ۲۶ را در مدار ماه قرار خواهد داد و سپس کاوشگر لونا ۲۷ را روانه تنها قمر زمین خواهد کرد. این کاوشگر نیز در نزدیکی قطب جنوب ماه فرود خواهد آمد.